# Chiesa di San Giacomo (Brescia)
La chiesa di San Giacomo è una chiesa sconsacrata di Brescia, situata in via San Faustino, immediatamente a sud della chiesa dei Santi Faustino e Giovita. Fondata nel XVI probabilmente come tappa per i pellegrini diretti a Santiago di Compostela, nei secoli successivi ha assolto la funzione di battistero della chiesa dei Santi Faustino e Giovita. Chiusa al culto nel 1797, è stata recuperata nel 1997 assieme al monastero attiguo ed è ora utilizzata come spazio polivalente per la parrocchia.

## Storia
La fondazione della chiesa è da far risalire al XVI secolo: la dedicazione del piccolo luogo di culto a san Giacomo Apostolo lascia pensare che esso sia nato come casa di ricovero per pellegrini e viandanti, dei quali San Giacomo è protettore. La chiesa sarebbe dunque da identificare come una tappa del cammino di Santiago di Compostela: l'itinerario era costellato da numerosissimi edifici sacri, dislocati in prossimità dei crocicchi e lungo le strade principali, di cui la chiesetta in questione potrebbe aver fatto parte. Sopravvive in città anche un altro esempio, più antico, di edificio religioso legato al cammino di Santiago, cioè la chiesa di San Giacomo al Mella, molto a ovest del centro storico.
Assimilato, col passare del tempo, alla funzione di oratorio della chiesa dei Santi Faustino e Giovita, dal XVII secolo l'edificio è citato nelle guide artistiche della città come battistero della stessa chiesa, come proverebbe anche il Battesimo di Gesù dipinto a monocromo sul frontone di facciata. Un'incisione del 1750 di Francesco Battaglioli, in cui sono raffigurati la chiesa dei Santi Faustino e Giovita e lo slargo a sud, si vede anche la chiesa di San Giacomo, ancora priva però di facciata. La costruzione dell'attuale paramento neoclassico, quindi, è da collocare oltre questa data.
Chiuso al culto nel 1797 dalla Repubblica Bresciana, l'edificio viene variamente utilizzato nel corso dell'Ottocento e del Novecento, rimanendo comunque di pertinenza alla chiesa dei Santi Faustino e Giovita e diventando, tra le altre cose, un oratorio festivo femminile. Interamente recuperato nel 1997 assieme all'adiacente monastero, è ancora utilizzato come spazio polivalente per le attività parrocchiali.

## Architettura

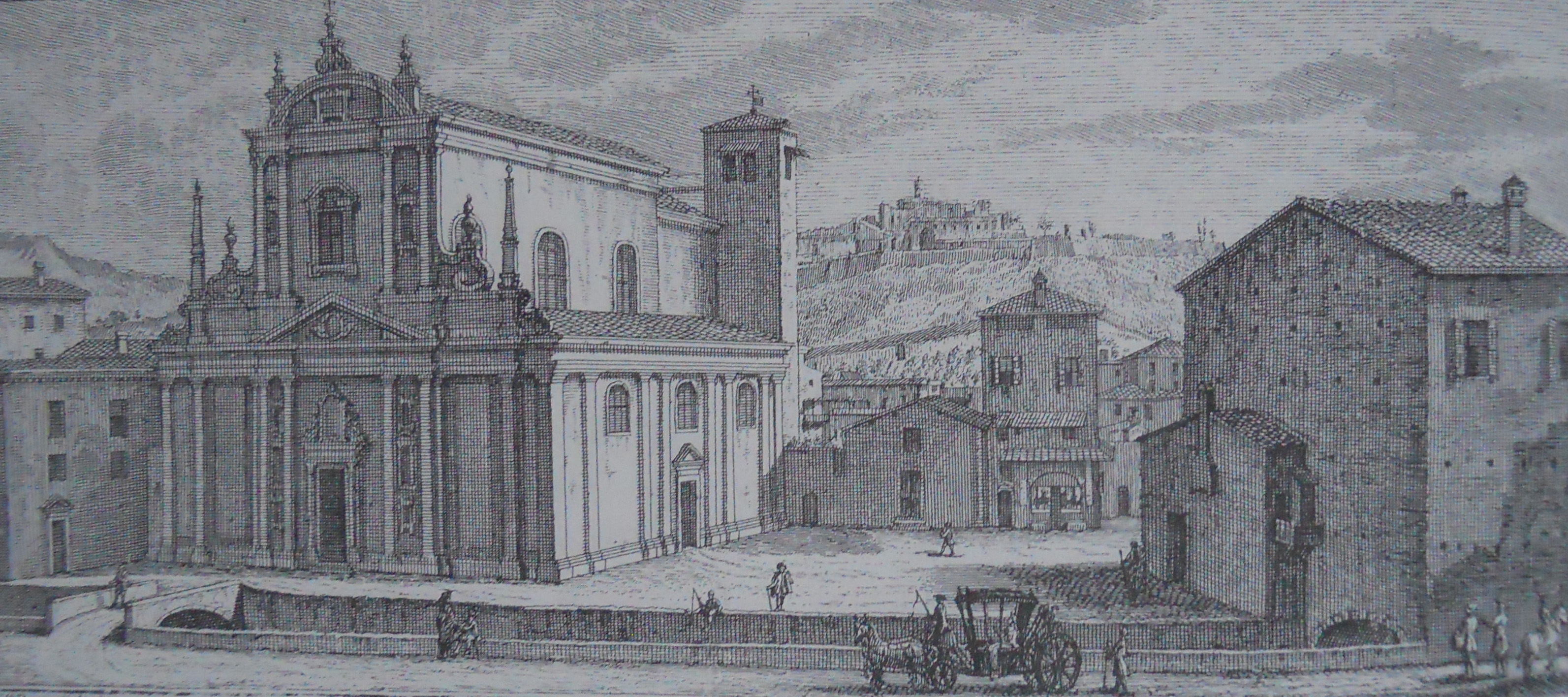
Incisione del 1750 di Francesco Battaglioli raffigurante l'area della chiesa dei Santi Faustino e Giovita. La chiesa di San Giacomo, al centro, è evidentemente priva della facciata neoclassica.

All'esterno, la chiesa presenta la facciata neoclassica apposta dopo il 1750: su un alto basamento in pietra si impostano le varie lesene di ordine ionico, in stucco, che movimentano il prospetto e lo inquadrano alle estremità. Fanno da coronamento un'alta trabeazione e, sul corpo centrale, un frontone triangolare nel cui timpano è dipinta, a monocromo, la scena del Battesimo di Gesù, di autore ignoto.
L'interno è di modeste dimensioni, ad aula unica coperta da tetto in legno e tavelle in cotto con capirate e travi a vista, ormai spoglio di ornamenti liturgici.

## Opere
L'unico altare della chiesa fu arricchito, nel 1693, dalla Madonna col Bambino tra i santi Anna, Giacomo e Benedetto di Andrea Celesti, commissionata dal confratello Giovanni Entrata. La tela sopravvive nella sua collocazione anche dopo la chiusura al culto della chiesa e all'inizio del Novecento è ancora segnalata al suo interno. Nel 1939, Antonio Morassi la registra fra le cose d'arte custodite nell'ambito della chiesa dei Santi Faustino e Giovita, lamentandone però il cattivo stato di conservazione.
Successivamente trasferita nella sala riunioni degli organi della parrocchia, all'interno dello stesso ex-monastero dei Santi Faustino e Giovita, dagli anni 2010 si trova in definitiva collocazione nel Museo diocesano di Brescia.
Con il recupero della ex-chiesa hanno trovato posto, appese alle pareti dell'aula, alcune tele di varia provenienza facenti parte del patrimonio artistico della chiesa dei Santi Faustino e Giovita, altrimenti non esposte altrove, che ne fanno una piccola galleria d'arte. Sono presenti, in particolare:
- Pittore anonimo, Crocifissione, XV secolo, affresco riportato su tela;
- Pittore bresciano, Madonna col Bambino tra i santi Giacomo il Maggiore e Anna, seconda metà del XVI secolo;
- Pietro Scalvini, San Luigi Gonzaga adora il Crocifisso, 1753 (?), dalla chiesa di San Giorgio.
- Liberale Cozza, San Filippo Neri invita i fanciulli a venerare la Madonna, 1811, dalla chiesa di San Tommaso;